# Décès en mars 2021
Décès
- 2017
- 2018
- 2019
- 2020
- 2021
- 2022
- 2023
- 2024
- 2025

Pour une information complémentaire, voir la page d'aide.

| Date     | Nom                              | Activités | Âge      | Source |
| -------- | -------------------------------- | --- | -------- | ------ |
| 1er mars | Flex-Deon Blake                  | Acteur pornographique afro-américain.                                                                                        | 58       | (en)   |
| 1er mars | Ferdinand Ghesquière             | Homme politique belge. | 88       | (nl)   |
| 1er mars | Vladimír Heger                   | Entraîneur de basket-ball tchèque.                                                                                           | 89       | (nl)   |
| 1er mars | Vernon Jordan                    | Homme d'affaires afro-américain.                                                                                             | 85       |        |
| 1er mars | Anna Kast                        | Chanteuse, ancienne membre du groupe russe Little Big.                                                                       | 39       | (ru)   |
| 1er mars | Zlatko Kranjčar                  | Footballeur yougoslave puis croate.                                                                                          | 64       | (en)   |
| 1er mars | Max Morton                       | Peintre britannique. | 78       |        |
| 1er mars | Milenko Savović                  | Basketteur yougoslave puis bosnien.                                                                                          | 60       | (sr)   |
| 1er mars | Tōkō Shinoda                     | Lithographe et peintre japonaise.                                                                                            | 107      | (en)   |
| 1er mars | Ian St. John                     | Footballeur écossais. | 82       | (en)   |
| 1er mars | Michail Studenezki               | Basketteur soviétique puis russe, médaillé d'argent aux Jeux olympiques d'été de 1956.                                       | 86       | (ru)   |
| 1er mars | Mama Ngai Tupa                   | Femme politique cookienne et néo-zélandaise.                                                                                 | 84       | (en)   |
| 1er mars | Anatoliy Zlenko                  | Diplomate et homme politique soviétique puis ukrainien.                                                                      | 82       | (uk)   |
| 2 mars   | Chris Barber                     | Musicien de jazz, chef d'orchestre et compositeur britannique.                                                               | 90       | (en)   |
| 2 mars   | Claude Brixhe                    | Helléniste et linguiste français.                                                                                            | 87       |        |
| 2 mars   | Peter Grosser                    | Footballeur allemand. | 82       | (de)   |
| 2 mars   | Claude Lacroix                   | Scénariste et dessinateur français.                                                                                          | 76       |        |
| 2 mars   | Jaroslav Tetiva                  | Basketteur tchécoslovaque puis tchèque.                                                                                      | 88/89    | (cs)   |
| 2 mars   | Bunny Wailer                     | Auteur-compositeur-interprète jamaïcain.                                                                                     | 73       |        |
| 3 mars   | Medea Abrahamyan                 | Violoncelliste soviétique puis arménienne.                                                                                   | 88       | (hy)   |
| 3 mars   | Sylvie Feit                      | Actrice et directrice artistique française.                                                                                  | 71       |        |
| 3 mars   | József Gurovits                  | Kayakiste hongrois, médaillé de bronze aux Jeux olympiques d'été de 1952.                                                    | 92       | (en)   |
| 3 mars   | Helena Kružíková                 | Actrice tchèque. | 92       | (cs)   |
| 3 mars   | Richard Olivier                  | Auteur, écrivain et cinéaste belge.                                                                                          | 75       |        |
| 4 mars   | Phil Chisnall                    | Footballeur britannique. | 78       |        |
| 4 mars   | Roger Coekelbergs                | Chimiste belge. | 100      |        |
| 4 mars   | Marcel Courthiade                | Linguiste français. | 67       |        |
| 4 mars   | Barbara Ess                      | Photographe et musicienne américaine.                                                                                        | 76       | (en)   |
| 4 mars   | Paulette Guinchard-Kunstler      | Femme politique française.                                                                                                   | 71       |        |
| 4 mars   | Zygmunt Hanusik                  | Cycliste sur route polonais.                                                                                                 | 76       | (pl)   |
| 4 mars   | Carlo Maiolini                   | Peintre, designer et décorateur français.                                                                                    | 80       |        |
| 4 mars   | Moses McCormick                  | Youtubeur américain. | 39       | (ru)   |
| 4 mars   | Mark Pavelich                    | Joueur américain de hockey sur glace.                                                                                        | 63       | (en)   |
| 4 mars   | Francis Van den Eynde            | Homme politique belge. | 74       | (nl)   |
| 5 mars   | David Bailie                     | Acteur britannique. | 83       |        |
| 5 mars   | Patrick Dupond                   | Danseur français. | 61       |        |
| 5 mars   | Étienne Flaubert Batangu Mpesa   | Pharmacien et chercheur scientifique congolais.                                                                              | 78       |        |
| 5 mars   | Henri Gaudin                     | Architecte français. | 87       |        |
| 5 mars   | Margarita Maslennikova           | Fondeuse soviétique puis russe.                                                                                              | 92       | (ru)   |
| 5 mars   | Paolo Moreno                     | Archéologue et historien de l'art italien.                                                                                   | 86       | (it)   |
| 5 mars   | Gerda Schmidt-Panknin            | Peintre allemande. | 100      | (de)   |
| 5 mars   | Harold S. Shapiro                | Mathématicien et universitaire américain.                                                                                    | 92       | (en)   |
| 5 mars   | Anton Urban                      | Footballeur tchécoslovaque puis entraîneur.                                                                                  | 87       | (sk)   |
| 6 mars   | Joaquin G. Bernas                | Prêtre jésuite philippin. | 88       | (en)   |
| 6 mars   | Renée Doria                      | Soprano colorature française.                                                                                                | 100      |        |
| 6 mars   | Pierre Maraval                   | Historien et universitaire français.                                                                                         | 84       |        |
| 6 mars   | Miguel Miranda                   | Footballeur péruvien. | 54       | (es)   |
| 6 mars   | Lou Ottens                       | Ingénieur néerlandais. | 94       |        |
| 6 mars   | Catherine Valogne                | Femme de lettres, artiste peintre et sculptrice française.                                                                   | 96/97    | []     |
| 7 mars   | Dmitri Bachkirov                 | Pianiste et pédagogue soviétique puis russe.                                                                                 | 89       | (es)   |
| 7 mars   | Olivier Dassault                 | Homme politique, homme d'affaires milliardaire français.                                                                     | 69       |        |
| 7 mars   | Georges Gruillot                 | Homme politique français. | 89       |        |
| 7 mars   | Sanja Ilić                       | Compositeur et pianiste yougoslave puis serbe.                                                                               | 69       | (sr)   |
| 7 mars   | Frank Thorne                     | Dessinateur et scénariste américain.                                                                                         | 89       | (en)   |
| 8 mars   | Josip Alebić                     | Athlète de sprint yougoslave puis croate.                                                                                    | 74       | (hr)   |
| 8 mars   | Hervé Cassan                     | Diplomate et professeur d'université français.                                                                               | 73       |        |
| 8 mars   | Rhéal Cormier                    | Lanceur canadien de baseball.                                                                                                | 53       |        |
| 8 mars   | Adoum Gargoum                    | Homme politique camerounais.                                                                                                 | 66       |        |
| 8 mars   | Keith Greene                     | Pilote de course automobile britannique.                                                                                     | 83       | (en)   |
| 8 mars   | Djibril Tamsir Niane             | Écrivain et historien guinéen.                                                                                               | 89       |        |
| 8 mars   | Rasim Öztekin                    | Acteur turc. | 62       | (en)   |
| 8 mars   | Mauricio Rosenmann Taub          | Compositeur et poète chilien.                                                                                                | 88       | (de)   |
| 8 mars   | Julien-François Zbinden          | Pianiste, compositeur et ingénieur du son vaudois.                                                                           | 103      |        |
| 9 mars   | Agustín Balbuena                 | Footballeur argentin. | 75       | (es)   |
| 9 mars   | James Levine                     | Chef d'orchestre et pianiste américain.                                                                                      | 77       | (en)   |
| 9 mars   | Biff McGuire                     | Acteur américain. | 94       | (en)   |
| 9 mars   | Cliff Simon                      | Acteur sud-africain. | 58       | (en)   |
| 9 mars   | Steven Spurrier                  | Œnologue, critique vinicole et négociant en vin britannique.                                                                 | 79       | (en)   |
| 9 mars   | Joseph Stoffel                   | Gymnaste artistique luxembourgeois.                                                                                          | 92       | (de)   |
| 9 mars   | René Taesch                      | Photographe et musicien français.                                                                                            | 69       |        |
| 9 mars   | Tommy Troelsen                   | Footballeur danois, médaillé d'argent aux Jeux olympiques d'été de 1960.                                                     | 80       | (da)   |
| 9 mars   | Joan Walsh Anglund               | Poétesse et illustratrice américaine.                                                                                        | 95       | (en)   |
| 10 mars  | Hamed Bakayoko                   | Homme d'État ivoirien. | 56       |        |
| 10 mars  | Henri-Thomas Lokondo             | Homme politique congolais.                                                                                                   | 65       |        |
| 10 mars  | Ali Mahdi Mohamed                | Homme d'État somalien. | 82       | (en)   |
| 10 mars  | Henryk Rozmiarek                 | Handballeur polonais, médaillé de bronze aux Jeux olympiques d'été de 1976.                                                  | 72       | (pl)   |
| 10 mars  | Marco Sciaccaluga                | Metteur en scène et acteur de théâtre italien.                                                                               | 67       | (it)   |
| 11 mars  | Ray Campi                        | Chanteur de country, de rock 'n' roll et de rockabilly américain.                                                            | 86       | (en)   |
| 11 mars  | Francis Hardy                    | Homme politique français. | 97       |        |
| 11 mars  | Archie Lang                      | Homme politique canadien. | 72       | (en)   |
| 11 mars  | J.P. Love                        | Acteur et producteur suisse.                                                                                                 | 60       | (de)   |
| 11 mars  | Isidore Mankofsky                | Directeur de la photographie américain.                                                                                      | 89       | (en)   |
| 11 mars  | Peter Patzak                     | Réalisateur autrichien. | 76       | (de)   |
| 11 mars  | Charles Walker                   | Homme politique puis diplomate fidjien.                                                                                      | 92       | (en)   |
| 11 mars  | Norman J. Warren                 | Réalisateur, producteur, scénariste et monteur britannique.                                                                  | 78       | (en)   |
| 12 mars  | Gérard Aygoui                    | Footballeur français. | 84       |        |
| 12 mars  | Fatima Aziz                      | Médecin et femme politique afghane.                                                                                          | 47       | (en)   |
| 12 mars  | Ronald DeFeo Jr.                 | Criminel américain. | 69       | (en)   |
| 12 mars  | Rafik El Kamel                   | Peintre tunisien. | 76       |        |
| 12 mars  | Ferdinand Hartzenberg            | Homme politique sud-africain, ancien ministre.                                                                               | 85       | (af)   |
| 12 mars  | Andrew Majda                     | Mathématicien américain. | 72       | (en)   |
| 12 mars  | Ivo Trumbić                      | Poloïste puis entraîneur yougoslave, croate et ensuite néerlandais, médaillé d'argent en 1964 et champion olympique en 1968. | 85       | (hr)   |
| 12 mars  | Bob Walkup                       | Homme politique américain.                                                                                                   | 84       | (en)   |
| 12 mars  | Goodwill Zwelithini kaBhekuzulu  | Roi Zoulou sud-africain. | 72       |        |
| 13 mars  | Raoul Casadei                    | Musicien et compositeur italien.                                                                                             | 83       | (it)   |
| 13 mars  | Jean-Claude Fasquelle            | Éditeur français. | 90       |        |
| 13 mars  | Giovanni Gastel                  | Photographe italien. | 65       | (it)   |
| 13 mars  | Marvin Hagler                    | Boxeur américain. | 66       |        |
| 13 mars  | Obren Joksimović                 | Homme politique yougoslave puis serbe.                                                                                       | 68       | (sr)   |
| 13 mars  | Kiyoko Ono                       | Gymnaste artistique et femme politique japonaise, médaillée de bronze aux Jeux olympiques d'été de 1964.                     | 85       |        |
| 13 mars  | Nikola Spiridonov                | Joueur d'échecs bulgare. | 83       |        |
| 13 mars  | Erol Toy                         | Écrivain turc. | 85       | (tr)   |
| 13 mars  | Murray Walker                    | Journaliste sportif britannique.                                                                                             | 97       | (en)   |
| 14 mars  | Aurora Cornu                     | Actrice, cinéaste, écrivaine, poétesse et traductrice roumaine.                                                              | 89       | (ro)   |
| 14 mars  | Jean-Louis Coustillet            | Joueur puis entraîneur français de football.                                                                                 | 78       |        |
| 14 mars  | Frankie de la Cruz               | Lanceur dominicain de baseball.                                                                                              | 37       | (en)   |
| 14 mars  | Ray Cullen                       | Hockeyeur sur glace canadien.                                                                                                | 79       | (en)   |
| 14 mars  | Henry Darrow                     | Acteur américain. | 87       | (en)   |
| 14 mars  | Jean Frydman                     | Homme politique et résistant français.                                                                                       | 95       |        |
| 14 mars  | Helena Fuchsová                  | Athlète tchèque. | 55       |        |
| 14 mars  | Thione Seck                      | Chanteur sénégalais. | 66       |        |
| 14 mars  | Jean-Jacques Viton               | Poète français. | 87       |        |
| 15 mars  | Michel Alberganti                | Journaliste scientifique français.                                                                                           | 65       |        |
| 15 mars  | Masahiro Anzai                   | Seiyū japonais. | 66       | (it)   |
| 15 mars  | Daniel Eon                       | Footballeur français. | 81       |        |
| 15 mars  | Yaphet Kotto                     | Acteur américain. | 81       | (en)   |
| 15 mars  | Yasuo Ōtsuka                     | Animateur et réalisateur japonais.                                                                                           | 89       | (en)   |
| 15 mars  | Michel Rabreau                   | Homme politique français. | 83       |        |
| 15 mars  | Henri Rancoule                   | Joueur de rugby à XV français.                                                                                               | 88       |        |
| 15 mars  | Daniel Vachez                    | Homme politique français. | 74       |        |
| 16 mars  | Amaranth Ehrenhalt               | Peintre américaine. | 93       | (en)   |
| 16 mars  | Emilia Fadini                    | Claveciniste, musicologue et professeur italienne.                                                                           | 90       | (it)   |
| 16 mars  | Ahmed Mghirbi                    | Footballeur tunisien. | 74       |        |
| 16 mars  | Erhan Önal                       | Footballeur turc. | 63       | (en)   |
| 16 mars  | Sabine Schmitz                   | Pilote de course automobile et animatrice de télévision allemande.                                                           | 51       | (en)   |
| 16 mars  | Turi Simeti                      | Artiste peintre italien. | 91       | (it)   |
| 16 mars  | Patrick Viot                     | Footballeur français. | 68       |        |
| 16 mars  | Laurent Zahui                    | Footballeur ivoirien. | 60       |        |
| 17 mars  | Chérif Arbouz                    | Écrivain algérien. | 91       |        |
| 17 mars  | Jacques Frantz                   | Comédien et directeur artistique français.                                                                                   | 73       |        |
| 17 mars  | Antón García Abril               | Compositeur espagnol. | 87       | (es)   |
| 17 mars  | Kristian Gullichsen              | Architecte finlandais. | 88       | (fi)   |
| 17 mars  | Dick Hoyt                        | Lieutenant-colonel de la Garde nationale aérienne et triathlète américain.                                                   | 80       | (en)   |
| 17 mars  | John Magufuli                    | Homme d'État tanzanien. | 61       |        |
| 17 mars  | Freddie Redd                     | Pianiste de hard bop et compositeur de jazz américain.                                                                       | 92       | (en)   |
| 18 mars  | Luis Bedoya Reyes                | Avocat et homme politique péruvien.                                                                                          | 102      | (es)   |
| 18 mars  | Mehmet Genç                      | Historien turc. | 86       | (tr)   |
| 18 mars  | Richard Gilliland                | Acteur américain. | 71       | (en)   |
| 18 mars  | Bertrand Hourcade                | Enseignant et écrivain suisse.                                                                                               | 70       |        |
| 18 mars  | Paul Jackson                     | Bassiste de funk américain.                                                                                                  | 73       | (en)   |
| 18 mars  | Jerzy Prokopiuk                  | Philosophe, écrivain, linguiste et traducteur polonais.                                                                      | 89       | (pl)   |
| 18 mars  | Jean-Michel Sanejouand           | Peintre et sculpteur français.                                                                                               | 86       |        |
| 18 mars  | Michael Stolleis                 | Juriste et historien du droit allemand.                                                                                      | 79       | (de)   |
| 19 mars  | Bernard Hugo                     | Homme politique français. | 90       |        |
| 19 mars  | Henry Wanton Jones               | Peintre et sculpteur canadien.                                                                                               | 95       |        |
| 19 mars  | Glynn Lunney                     | Ingénieur en aérospatiale américain.                                                                                         | 84       | (en)   |
| 19 mars  | Richard Mendani                  | Homme d'affaires et politique papou-néo-guinéen.                                                                             | 53       | (en)   |
| 19 mars  | Gabriel Milési                   | Journaliste et écrivain français.                                                                                            | 73       |        |
| 19 mars  | Elsa Peretti                     | Créatrice de bijoux italienne.                                                                                               | 80       | (it)   |
| 20 mars  | Else Hammerich                   | Femme politique danoise. | 84       | (da)   |
| 20 mars  | Mohamed Ismaïl                   | Réalisateur et scénariste marocain.                                                                                          | 69       |        |
| 20 mars  | Peter Lorimer                    | Footballeur écossais. | 74       |        |
| 20 mars  | Ievgueni Nesterenko              | Chanteur lyrique soviétique puis russe.                                                                                      | 83       | (ru)   |
| 20 mars  | François Nicoullaud              | Diplomate et analyste politique français.                                                                                    | 80       |        |
| 20 mars  | Nguyễn Huy Thiệp                 | Écrivain, dramaturge et historien viêtnamien.                                                                                | 70       | (vi)   |
| 20 mars  | Dale Wolf                        | Homme politique américain.                                                                                                   | 96       | (en)   |
| 21 mars  | Gilbert Blardone                 | Économiste français. | 96       |        |
| 21 mars  | Sharon Matola                    | Biologiste et environnementaliste américaine.                                                                                | 66       | (en)   |
| 21 mars  | Robert McKnight                  | Hockeyeur sur glace canadien, médaillé d'argent aux Jeux olympiques d'hiver de 1960.                                         | 83       | (en)   |
| 21 mars  | Honoré Ngbanda                   | Homme politique congolais.                                                                                                   | 74       |        |
| 21 mars  | Nawal El Saadawi                 | Écrivaine égyptienne. | 89       |        |
| 21 mars  | Karin Strenz                     | Femme politique allemande.                                                                                                   | 53       | (de)   |
| 21 mars  | Adam Zagajewski                  | Linguiste, poète, traducteur, écrivain et professeur d'université polonais.                                                  | 76       | (pl)   |
| 22 mars  | Elgin Baylor                     | Joueur américain de basket-ball.                                                                                             | 86       |        |
| 22 mars  | Johnny Dumfries                  | Pilote automobile britannique.                                                                                               | 62       |        |
| 22 mars  | Pierick Houdy                    | Compositeur, organiste, pianiste, maître de chapelle et pédagogue franco-canadien.                                           | 92       |        |
| 22 mars  | Paul Eric Kingue                 | Homme politique camerounais.                                                                                                 | 54       |        |
| 22 mars  | Guy Brice Parfait Kolélas        | Économiste, haut fonctionnaire et homme d'État congolais, candidat à l'élection présidentielle.                              | 61       |        |
| 22 mars  | Frank Worthington                | Joueur puis entraîneur de football britannique.                                                                              | 72       |        |
| 22 mars  | Dušan Čamprag                    | Entomologiste serbe. | 96       | (bs)   |
| 23 mars  | Noel Bridgeman                   | Musicien, batteur et percussionniste irlandais.                                                                              | 74       |        |
| 23 mars  | Jehan Desanges                   | Historien, philologue et épigraphiste français.                                                                              | 92       |        |
| 23 mars  | Hana Hegerová                    | Chanteuse et actrice tchécoslovaque puis tchèque.                                                                            | 89       | (cs)   |
| 23 mars  | Anne Kerylen                     | Actrice française. | 77       |        |
| 23 mars  | Julie Pomagalski                 | Snowboardeuse française. | 40       |        |
| 23 mars  | Gilles Rossignol                 | Auteur, éditeur et administrateur français.                                                                                  | 78       |        |
| 23 mars  | George Segal                     | Acteur et producteur américain.                                                                                              | 87       | (en)   |
| 23 mars  | Irena Vrkljan                    | Écrivaine et traductrice croate.                                                                                             | 90       | (hr)   |
| 23 mars  | Granville Waiters                | Joueur américain de basket-ball.                                                                                             | 60       | (en)   |
| 24 mars  | Jean Baudlot                     | Auteur-compositeur-interprète français.                                                                                      | 74       |        |
| 24 mars  | Uldis Bērziņš                    | Poète, traducteur et homme politique soviétique, letton puis suédois.                                                        | 76       | (en)   |
| 24 mars  | Enrique Chazarreta               | Footballeur argentin. | 73       | (es)   |
| 24 mars  | Rudolf Kelterborn                | Compositeur et chef d'orchestre suisse.                                                                                      | 89       | (de)   |
| 24 mars  | Michel Kodjo                     | Peintre ivoirien. | 85 ou 86 |        |
| 24 mars  | Toshihiko Koga                   | Judoka japonais, champion olympique aux Jeux olympiques d'été de 1992 et médaillé d'argent à ceux de 1996.                   | 53       | (ja)   |
| 24 mars  | Hanna Lypkivska                  | Théâtrologue ukrainienne. | 53       | (uk)   |
| 24 mars  | Pedro Saúl Morales               | Cycliste sur route colombien.                                                                                                | 61       | (es)   |
| 24 mars  | Ezra Ted Newman                  | Physicien américain. | 91       | (en)   |
| 24 mars  | Bob Plager                       | Joueur canadien de hockey sur glace.                                                                                         | 78       | (en)   |
| 24 mars  | Kunie Tanaka                     | Acteur japonais. | 88       | (ja)   |
| 24 mars  | Gregorio Jesús Fernández Vaquero | Homme politique espagnol. | 67       | (es)   |
| 24 mars  | Jessica Walter                   | Actrice américaine. | 80       | (en)   |
| 24 mars  | Mahmoud al-Werfalli              | Militaire libyen. | 42/43    |        |
| 24 mars  | muMs da Schemer                  | Acteur et poète américain.                                                                                                   | 52       | (en)   |
| 25 mars  | Stan Albeck                      | Basketteur puis entraîneur américain.                                                                                        | 89       | (en)   |
| 25 mars  | William Brock                    | Homme politique américain.                                                                                                   | 90       | (en)   |
| 25 mars  | Beverly Cleary                   | Femme de lettres américaine.                                                                                                 | 104      | (en)   |
| 25 mars  | Gil Jouanard                     | Écrivain français. | 83       |        |
| 25 mars  | Larry McMurtry                   | Romancier, essayiste et scénariste américain.                                                                                | 84       |        |
| 25 mars  | Uta Ranke-Heinemann              | Théologienne allemande. | 93       | (de)   |
| 25 mars  | Bertrand Tavernier               | Réalisateur, scénariste, producteur et écrivain français.                                                                    | 79       |        |
| 26 mars  | Ursula Happe                     | Nageuse allemande, championne olympique aux Jeux olympiques d'été de 1956.                                                   | 94       | (de)   |
| 26 mars  | Lennart Larsson                  | Fondeur suédois, médaillé de bronze aux Jeux olympiques d'hiver de 1956.                                                     | 91       | (se)   |
| 26 mars  | Carole Lavallée                  | Femme politique canadienne.                                                                                                  | 67       |        |
| 26 mars  | Saâdeddine Zmerli                | Urologue et homme politique tunisien.                                                                                        | 91       |        |
| 27 mars  | Constantin Brodzki               | Architecte belge. | 96       |        |
| 27 mars  | Réda Hamiani                     | Homme politique algérien. | 76       |        |
| 27 mars  | Petr Kellner                     | Homme d'affaires tchèque. | 56       |        |
| 27 mars  | Mary Jeanne Kreek                | Neurobiologiste américaine.                                                                                                  | 84       | (en)   |
| 28 mars  | Gianluigi Colalucci              | Restaurateur italien. | 92       | (it)   |
| 28 mars  | Joseph Edward Duncan III         | Tueur en série et pédophile américain.                                                                                       | 58       | (en)   |
| 28 mars  | Marisa Ferretti Barth            | Femme politique canadienne.                                                                                                  | 89       | (it)   |
| 28 mars  | Liu Kai-chi                      | Acteur hongkongais. | 66       | (en)   |
| 28 mars  | Xabier Markiegi                  | Homme politique espagnol. | 82       |        |
| 28 mars  | Didier Ratsiraka                 | Officier supérieur et homme d'État malgache, ancien président de Madagascar.                                                 | 84       |        |
| 28 mars  | Bobby Schmautz                   | Joueur canadien de hockey sur glace.                                                                                         | 76       | (en)   |
| 29 mars  | Guy Lelièvre                     | Homme politique canadien. | 69       |        |
| 29 mars  | Bibian Mentel-Spee               | Snowboardeuse néerlandaise, triple championne paralympique aux Jeux paralympiques d'hiver de 2014 et 2018.                   | 48       | (nl)   |
| 29 mars  | Robert Opron                     | Designer automobile français.                                                                                                | 89       | (en)   |
| 30 mars  | Jean Bourlès                     | Coureur cycliste français.                                                                                                   | 90       |        |
| 30 mars  | Gérard Filippelli                | Acteur, compositeur et scénariste français.                                                                                  | 78       |        |
| 30 mars  | Gordon Liddy                     | Acteur et animateur de radio américain.                                                                                      | 90       | (en)   |
| 30 mars  | Judith Siboni                    | Actrice française. | 46       |        |
| 30 mars  | Ferenc Somogyi                   | Diplomate et homme d'affaires hongrois.                                                                                      | 75       | (hu)   |
| 31 mars  | Kamal al-Ganzouri                | Économiste et homme d'État égyptien.                                                                                         | 88       | (en)   |
| 31 mars  | Pedro Nel Gil                    | Coureur cycliste colombien.                                                                                                  | 93       | (es)   |
| 31 mars  | Jane Manning                     | Soprano britannique. | 82       | (en)   |
| 31 mars  | Arkady Ter-Tadevossian           | Major général soviétique arménien.                                                                                           | 81       | (en)   |
| 31 mars  | Jean-Christophe Balouet          | Paléontologue français. | 64       | (en)   |